# Tarenna gracilis
Tarenna gracilis är en måreväxtart som först beskrevs av Otto Stapf, och fick sitt nu gällande namn av Ronald William John Keay. Tarenna gracilis ingår i släktet Tarenna och familjen måreväxter. Inga underarter finns listade i Catalogue of Life.